# الهيلة (المهرة)

تعديل مصدري - تعديل

الهيلة هي إحدى قرى مديرية منعر التابعة لمحافظة المهرة، بلغ تعداد سكانها 247 نسمة حسب تعداد اليمن لعام 2004.